# Chris Campbell
Chris Campbell (Birmingham, 24 settembre 1947) è un batterista britannico particolarmente noto per aver suonato nei Judas Priest.

## Carriera

### Gli inizi
Quando si formarono i Judas Priest (ufficialmente, con questo nome), Ian Hill era in cerca di un batterista, così il cantante Al Atkins suggerì Chris Campbell, il quale, pur frequentando l'università, accettò di unirsi al gruppo, e abbandonò gli studi.
Divenne quindi membro permanente della band, e vi rimase fino al 1973, quando venne sostituito da John Hinch. Partì quindi in tour come solista, e successivamente incise un album, Bored with the City, insieme al suo gruppo di accompagnamento, i Machine.
Dopo aver fatto parte brevemente degli Hackensack, nel 1997 lascia questo gruppo, da allora le sue tracce si sono perse.

## Discografia

### Solista
- 1978 - Bored with the City

### Con gli Hackensack
- 1996 - The Hard Way